# Ion Duca
Ion Gheorghe Duca, né le 20 décembre 1879 à Bucarest et mort le 30 décembre 1933 à Sinaia, est un homme politique démocrate roumain, franc-maçon et chef du Parti national libéral (PNL).

## Biographie
Il a été initié à la franc-maçonnerie alors qu'il étudiait en France. Il entre à la Chambre des députés de Roumanie pour le Parti libéral national en 1907 et sert dans le cabinet à partir de 1914. Nommé ministre des Affaires étrangères en 1922, il est un ardent défenseur de la Petite Entente formée entre la Roumanie, la Yougoslavie et la Tchécoslovaquie pour repousser les revendications irrédentistes hongroises notamment sur la Transylvanie acquise par la Roumanie après la Première Guerre mondiale.
Le roi Carol II nomme Ion Duca président du Conseil des ministres le 15 novembre 1933 alors que la crise économique touche de plein fouet la Roumanie et qu'Adolf Hitler vient d'être nommé chancelier d'Allemagne. Il dissout la Garde de fer (mouvement nationaliste, xénophobe et antisémite) et reporte les élections prévues en décembre 1933 qui risquent alors d'être favorables aux partis nationalistes. Peu de temps après, il est assassiné par trois membres de la Garde de fer, sur un quai de la gare (ro) de Sinaia, une petite ville de villégiature munténienne. Une plaque commémorative est de nos jours apposée sur le lieu où l'acte a été perpétré.

## Source
- (en) Cet article est partiellement ou en totalité issu de l’article de Wikipédia en anglais intitulé « Ion G. Duca » (voir la liste des auteurs).